# Cirene
|  | Per a altres significats, vegeu «Cirene (desambiguació)». |

Cirene (llatí: Cyrene o Cyrenae; grec antic: Κυρήνη) fou una ciutat grega de Líbia, a la regió que va prendre el nom de Cirenaica. Està inscrita en la llista del Patrimoni de la Humanitat de la UNESCO des del 1982.

## Història
Una antiga tradició deia que Cirene i la Cirenaica tenien aquest nom per la nimfa Cirene, a qui Apol·lo va portar a aquelles terres en un carro tirat per cignes. Sembla que la va fundar Batos (Battus en llatí), procedent de l'illa de Tera, seguint les prescripcions de l'oracle de Delfos, i després d'establir una colònia en una illeta de la costa oriental de Cirenaica anomenada Platea, al golf de Bomba, a la Marmàrica, i en veure que els seus sofriments seguien, va tornar a consultar l'oracle, que el va enviar a Líbia, i es va traslladar al districte d'Aziris, a terra ferma, on els colons van estar sis anys fins que van trobar un millor emplaçament a la regió d'Irasa, on van fundar Cirene més a l'interior, l'any 631 aC, i van iniciar la dinastia de Batiades, que va tenir vuit reis (i un usurpador), i tots portaven alternativament el nom de Batos o d'Arcesilau. La ciutat es va fundar al territori de la tribu líbia dels asbistes o asbistis, i dominava les terres més fèrtils i amb aigua. Els grecs van col·laborar amb els libis intensament i se'n va produir una barreja important. Heròdot diu que el nom de Batos era una paraula líbia que volia dir 'rei'. El libis segurament van habitar Cirene en condició de periecs, i estaven exclosos del poder polític. El Batiades van fundar les colònies de Teuquira, Hespèrides i després la ciutat de Barca, que juntament amb la mateixa Cirene i el seu port Apol·lònia, formava la Pentàpolis Líbia.
Batos II Eudamó va invitar els grecs d'arreu, principalment del Peloponès i Creta, a instal·lar-se a Cirene. Segons Heròdot, un oracle de la Pítia a Delfos va instar els grecs de totes les regions a fer-se a la mar per a conviure amb els habitants de la Cirenaica, i els va prometre el repartiment de terres arrabassades als libis. Sembla que el port d'Apol·lònia es va fundar per l'afluència de colons vinguts sobretot de Grècia. La presència de tants grecs i la pèrdua de territoris va provocar la revolta dels libis, que van demanar ajut a Apries, rei d'Egipte, que hi envià un exèrcit, però els egipcis foren rebutjats a la regió d'Irasa i completament derrotats, cosa que va provocar indirectament l'enderrocament del faraó egipci. Sota el faraó Amosis II, es va establir una aliança entre Cirene i Egipte, i el rei es va casar amb Laodice, princesa Batiada.
El fill de Batos II, Arcesilau II (554 aC-544 aC), va governar com un tirà i va provocar la revolta dels grecs dirigits pels seus germans que van fundar la ciutat de Barca, i la revolta dels periecs libis, en un conflicte en què van morir set mil soldats. El seu germà (o amic) Learcos el va matar i es va proclamar rei, però Batos III va aconseguir restaurar la línia legítima.
Els grecs de Cirene, sota instruccions de l'oracle de Delfos, van cridar en ajut a Demonax de Mantinea, que va arribar a Cirene i va establir una nova constitució que llevà el poder als reis deixant-los com a figura representativa, amb funcions religioses, però conservant els seus dominis privats. El poder polític limitat als descendents dels colons originaris va ser ampliat a la resta del poble grec, i Demonax els dividí en tres tribus: els terenis, que incorporaven també els periecs libis, els procedents del Peloponès i Creta, i els grecs d'altres illes de l'Egeu. També creà un senat del qual el rei sembla que n'era president. La constitució tenia similituds amb la d'Esparta i se sap que hi van existir uns èfors (una espècie de jutges) i una policia de 300 armats (similars als hippeis d'Esparta, o genets que podien pagar-se un cavall i l'equip necessari per a la guerra).
A la mort de Batos, potser l'any 530 aC, el va succeir el seu fill Arcesilau III. Aquest rei tingué bones relacions amb la ciutat de Barca i es va casar amb la filla del rei Alazir d'aquesta ciutat, però junt amb la seva mare Feretime, intentà enderrocar la nova constitució, va fracassar i hagué de marxar a l'exili, però retornà al front d'un cos de mercenaris i emigrants procedents de Jònia i va entrar a Cirene exercint una cruel venjança sobre els seus oponents. Per assegurar el seu poder, envià una ambaixada a Memfis i es va declarar vassall de Cambises II de Pèrsia, al qual va comprometre un tribut anyal i li feu un regal. Aquest regal, que consistia en 500 mines, va ser considerat insuficient pel rei persa, que el llençà despectivament als seus soldats. Arcesilau considerà que havia trencat les instruccions de l'oracle de Delfos, que li havia recomanat moderació en la victòria, i per acomplir els desitjos divins es retirà a Barca, governada pel seu sogre Alazir, però en aquesta ciutat uns exiliats de Cirene, ajudats per un partit local, mataren Arcesilau i Alazir a la plaça del mercat. Feretime, la mare d'Arcesilau, en revenja, va demanar ajut a Ariandes, sàtrapa persa d'Egipte nomenat per Cambises, que conservava el càrrec sota Darios. El sàtrapa va reunir un fort exèrcit i una flota i envià una ambaixada a Barca demanant qui o quins havien estat els assassins, però la gent de Barca va assumir col·lectivament la responsabilitat. Ariandes envià llavors l'exèrcit i assetjà la ciutat durant nou mesos, i finalment els perses la van ocupar per un estratagema (510 aC). Els ciutadans sospitosos de simpatitzar amb l'assassinat dels reis van ser empalats i el tomb de les muralles es va omplir de gent empalada i, entre ells, els membres de la dinastia Batiada de Barca, dels quals se sospitava que eren culpables. Feretime, que havia acompanyat els perses fins a Barca, tornà a Egipte amb l'exèrcit persa, però va morir d'una malaltia infecciosa.
D'aquesta crisi, va sortir la restauració dels Batiades a Cirene, que posà fi a la constitució de Demonax i a les seves institucions. Van regnar llavors Batos IV el Bell, amb un llarg regnat, i després Arcesilau IV, destacat per la casta de cavalls libis que va criar, però amb tendències cap a la tirania. Arcesilau va voler destruir la noblesa local i basar el seu suport en un exèrcit mercenari. No se sap com, però en morir es proclamà la república i el seu fill Batos V va fugir a Hespèrides, on va morir assassinat i el seu cap llençat al mar com a símbol de l'extinció de la dinastia, en una data propera al 450 aC.
Del període republicà, se'n sap molt poc; es van incrementar el nombre de tribus i es van donar noves terres als colons; el partit democràtic hi va ser hegemònic i tingué enfrontaments amb rivals polítics, cosa que portà a l'exercici de la tirania per alguns, com Aristó i Nicòcrates, segons diuen Diodor de Sicília i Plutarc.
L'any 331 aC, Cirene feu un tractat amb Alexandre el Gran de Macedònia, la qual cosa convertí la república en una dependència autònoma de Macedònia, i a la mort del rei, i després d'un breu govern de Tibró d'Esparta, passà a domini de Ptolemeu I Sòter d'Egipte.
Els làgides o Ptolemeus van afavorir el port de Cirene, Apol·lònia, per damunt de la mateixa Cirene, que va entrar en decadència. Finalment, la regió es va establir com un regne làgida separat i, a la mort del rei el 95 aC, es donà per testament a Roma. Les cinc ciutats de la regió, i entre aquestes Cirene, van continuar funcionant com a repúbliques independents, sota protectorat romà, però hi hagué lluites poc conegudes amb altres ciutats i, finalment, els romans van annexar el territori i el van convertir en província l'any 75 aC. En temps de Vespasià, la ciutat de Cirene era una colònia romana amb el nom de Flàvia Cirene.
Hi van néixer: Anniceris, filòsof; Aristip, metge i filòsof fundador de l'Escola cirenaica; Carnèades, fundador de la Nova Acadèmia d'Atenes, el poeta Cal·límac, suposat descendent de la dinastia Batiada, i Sinesi, bisbe d'Apol·lònia.
Les ruïnes de la ciutat són importants i permeten veure les restes de carrers, aqüeductes, temples, teatres i tombes, i hi resten també algunes escultures i pintures; la via que unia Cirene amb Apol·lònia encara es pot seguir.

## Reis Batiades de Cirene
- Batos I, vers 631- vers 590 aC
- Arcesilau I, vers 590- vers 574 aC
- Batos II Eudamó (el Pròsper), vers 574- vers 554 aC
- Arcesilau II el Cruel, vers 554- vers 544 aC
- Learcos l'Usurpador, vers 544 aC
- Batos III, vers 544- vers 530 aC
- Arcesilau III, vers 530-515 aC (vassall de Pèrsia, vers 515 aC)
- República, vers 515 a 510 aC
- Batos IV el Bell, 515-465 aC
- Arcesilau IV, 465-450 aC
- Batos V, vers 450 aC
- República, 450-322 aC (protectorat de Macedònia, 331-322 aC)
  - Timbró d'Esparta, 323-322 aC
- A Egipte, 322 aC (Ptolemeu I Sòter, faraó el 323 aC) 322-313 aC 
  - Ofel·les, 313-308 aC (governador, 322-313 aC)
- Magas, 308-258 aC
- Berenice, 258-246 aC (filla)
- Demetri el Bell, 258-vers 253 aC (marit)
- Ptolemeu Evergetes I, vers 248-246 aC (marit de Berenice)
- Incorporació a Egipte, 246 aC (Ptolemeu Evergetes hereta Egipte)
- A Egipte, 246-163 aC
- Ptolemeu Evergetes II, 163-116 aC
  - Ecdelos, 240 aC
  - Demòfanes, 240 aC
  - Filemó, 205-204 aC
- Ptolemeu Apió, 116-110 aC
- Nicostrat el Tirà (Nicòcrates), 110 aC
- Ptolemeu Apió (restablert), 110-95 aC
- República sota protecció romana, 95-75 aC
- Província romana, 75-37 aC (des del 67 aC unida a Creta)
- Unida a Egipte, 37-30 aC
- Cleòpatra Selene, 34-30 aC
- A Roma, 30 aC